# Montuosa
L'Île Montuosa est une petite île du Panama, appartenant administrativement au corregimiento de Boca Chica  dans la  province de Chiriquí.

## Description
L'île se situe dans le golfe de Chiriquí. C'est l'île la plus éloignée du continent, à 77 km du continent et à 44 km de l'île Coiba.
Sur l'île, il y a un phare.

## Zone protégée
En 2008, le conseil municipal du district de San Lorenzo a déclaré que l'île était un refuge  pour la faune et la flore en raison de ses caractéristiques faunistiques et floristiques particulières, de sorte à former un ensemble avec le parc national de Coiba.